# Igor Grabar

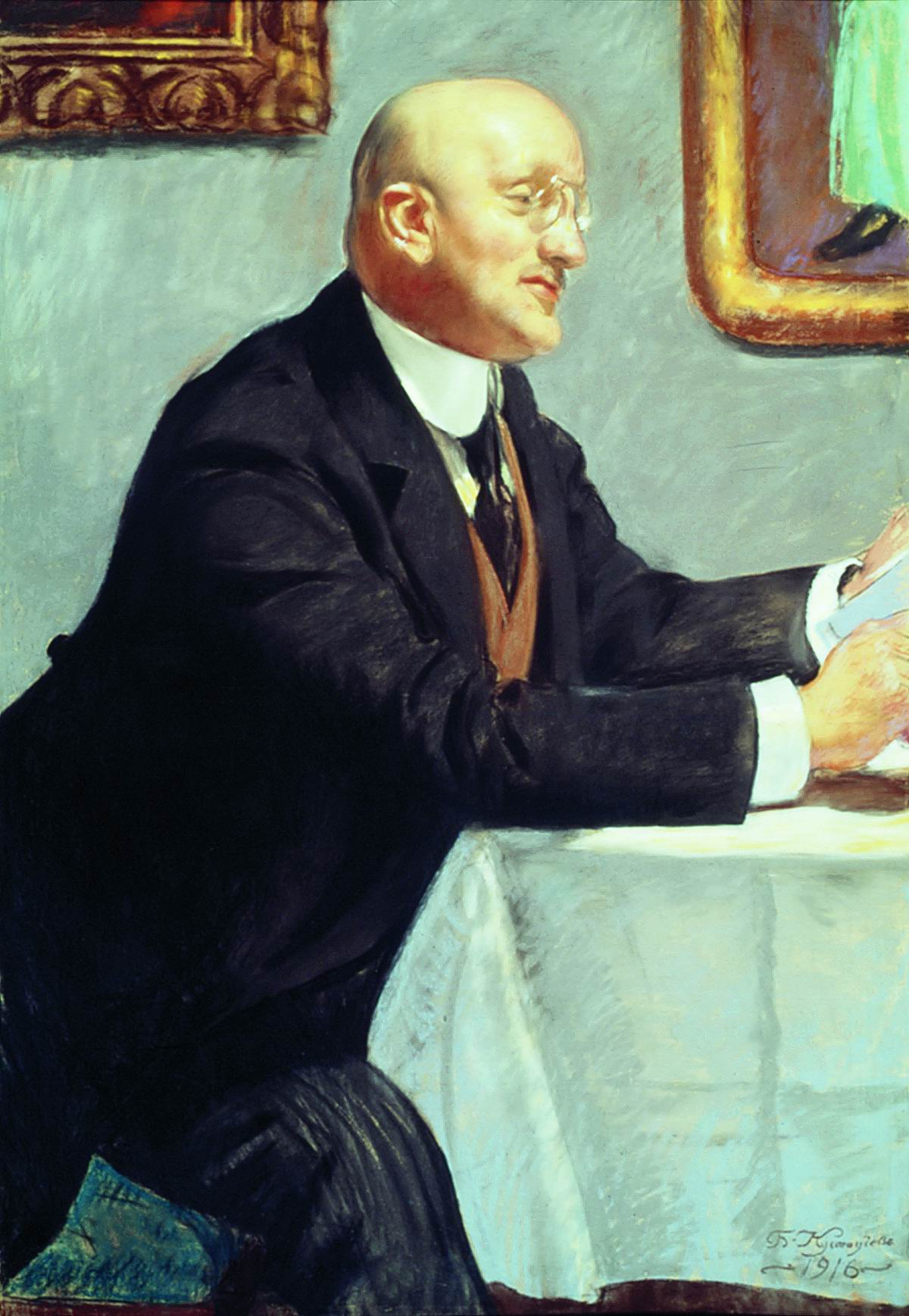
Portret van Grabar door Boris Koestodiev, 1916, Russisch Museum, Sint-Petersburg

Igor Emmanuilovich Grabar (Russisch: Игорь Эммануилович Грабарь), Boedapest, 25 maart 1871  – Moskou, 16 mei 1960) was een Russische postimpressionistische kunstschilder, uitgever, restaurateur en kunsthistoricus. Grabar, een telg uit een rijke Roetheense familie, werd opgeleid als schilder door Ilja Repin in Sint-Petersburg en door Anton Ažbé in München. Hij was op het hoogtepunt van zijn artistieke kunnen tussen 1903-1907 en was bekend voor zijn bijzondere divisionistische schildertechniek aanleunend bij het pointillisme en voor zijn weergave van sneeuw.
Aan het einde van de jaren 1890 vestigde Grabar zich als kunstcriticus. In 1902 sloot hij aan bij de Mir Iskoesstva beweging, hoewel zijn relaties met de leiders, Sergej Djagilev en Mstislav Doboezjinski verre van vriendschappelijk waren. Tussen 1910 en 1915 editeerde en publiceerde hij zijn opus magnum, de Geschiedenis van de Russische Kunst. De beste kunstenaars en critici van die periode werkten mee aan het boek; Grabar schreef zelf de bijdragen over architectuur die zijn grote kennis van het onderwerp illustreren. Tezelfdertijd schreef en publiceerde hij een reeks boeken over hedendaagse en historische Russische schilders. In 1913 werd hij benoemd tot directeur van de Tretjakovgalerij in Moskou en lanceerde een ambitieus hervormingsprogramma dat tot 1926 verder liep. Grabar introduceerde moderne kunst in de Tretjakovcollectie en publiceerde in 1917 haar eerste uitgebreide catalogus. In 1921 werd Grabar de eerste hoogleraar restauratie aan de Staatsuniversiteit van Moskou.
Als ervaren politicus bleef Grabar aan de top van de Sovjet kunstadministratie tot aan zijn dood, met uitzondering van een korte vrijwillige pauze tussen 1933 en 1937. Hij leidde de restauratieateliers (het huidige Grabar Instituut) van 1918-1930 en van 1944 tot 1960. Grabar nam actief deel aan de verdeling van de voormalige kerkelijke kunst genationaliseerd door de bolsjewieken en richtte nieuwe musea op voor de in beslag genomen kunstschatten. In 1943 stond hij aan de basis van de Sovjetdoctrine over het compenseren van de kosten van de Tweede Wereldoorlog met roofkunst geplunderd in Duitsland. Na de oorlog was hij persoonlijk adviseur van Joseph Stalin op het gebied van het behoud van het architectonisch erfgoed.

## Biografie

### Familie

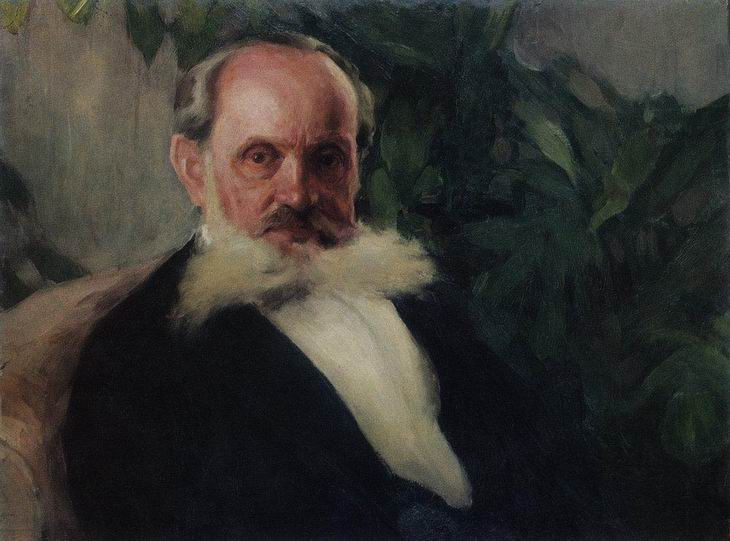
Portret van Emmanuil Hrabar, 1895

Emmanuil Hrabar (1830-1910), vader van Igor Grabar en zijn oudere broers Bela en Vladimir (de toekomstige rechtsgeleerde, 1865-1956), was een etnische Roetheen, advocaat en politicus die pro-Russisch georiënteerd was. Als hevig criticus van de Magyarisatie van Roethenië in een Karpato-Roethenië, werd hij verkozen voor het Hongaars parlement in 1869. Hij onderhield tegelijkertijd banden met slavofielen in Moskou en in de Russische ambassade. Olga Hrabar (1843-1930), moeder van Igor en Vladimir, was een dochter van de Roetheense, pro-Russische, anti-Katholieke politicus Adolph Dobryansky (1817-1901). Volgens Igor Grabars memoires, leidde Dobryansky een ondergronds netwerk van gelijkgezinden. De verkiezingen van 1869 waren voor hem slechts een middel om zijn schoonzoon te beschermen tegen vervolging. Dobryansky en zijn groep waren zich niet bewust van de realiteit van het leven in het Russische Rijk. Dobryansky, een rijke man van hoge afkomst, imiteerde de levensstijl van de Russische landadel tot in de kleinste details. Twee van zijn zonen waren in Russische Keizerlijke dienst. Dobryansky prees de onderdrukking van de Hongaarse Revolutie van 1848 door de Russische troepen. Hij was gevreesd door zijn eigen Roetheense boeren.
In het begin van de jaren 1870 dwong de Hongaarse regering Emmanuil Hrabar om het land te verlaten. Olga en de kinderen bleven onder politie toezicht op het Dobryansky domein in Čertižné (nu Slowakije). In 1880 werden de Hrabars tijdelijk herenigd in Rusland. Emmanuil slaagde voor de examens om Duits en Frans te kunnen onderwijzen en vestigde zich met Igor en Vladimir in Yegoryevsk. Olga keerde terug naar Hongarije om er de pro-Russische propaganda verder te zetten; in 1882 werden zij en haar vader uiteindelijk gearresteerd wegens hoogverraad en voor de rechtbank gebracht. Het publiek zag hier een politieke actie achter. Ze werd vrijgesproken bij gebrek aan bewijs en emigreerde naar Rusland. In Rusland leefden de Hrabars onder het pseudoniem Hrabrov. Igor Grabar ging in het begin van de jaren 1890 zijn echte naam (transliteratie uit het Russisch met een G spellen, in tegenstelling tot zijn broer Vladimir Hrabar).

### Opleiding
Grabar (toen Hrabrov) volgde de middelbare school in Yegoryevsk, waar zijn vader vreemde talen onderwees. De stroom publicaties, die volgde op de moord op tsaar Alexander II van Rusland in 1815, was voor hem de eerste aanzet om te gaan tekenen. In 1882 verhuisden de Hrabars (Hrabrovs) naar Kiev, om het proces tegen hun moeder en grootvader beter te kunnen volgen; later in datzelfde jaar, aanvaardde Emmanuil Hrabar een betrekking in Izmajil. Hij stuurde Igor naar de kostschool van Michail Katkov in Moskou; Katkov aanvaardde geen collegegeld van een collega slavofiel. Door zijn interesse in tekenen, maakte hij snel contacten met de studenten van de Moskouse School voor Schilderkunst, Beeldhouwkunst en Architectuur, met de al gevestigde kunstenaars Abram Archipov en Vasili Polenov en met de Schukins, rijke beschermheren van de kunst. Uit geldnood schilderde hij portretten van collega studenten voor een kleine vergoeding.
In 1889 werd Grabar toegelaten tot de rechtenstudies aan de Staatsuniversiteit van Sint-Petersburg. Hij verdiende de kost met de verkoop van korte verhalen aan tijdschriften en werd al snel de editor van Shut, "het zwakste van de humoristische tijdschriften", dat evenwel goed betaalde. Zijn illustraties van de boeken van Nikolaj Gogol die hij signeerde met Igor Hrabrov, inspireerden de jonge Aleksander Gerasimov (geboren in 1881), maar Grabar bleef meestal ver weg van het tekenen. Later bekloeg hij zich erover dat het tabloid 'bohemisme' hem volledig ingepalmd had. Tijdens zijn tweede jaar aan de universiteit, verhuisde Grabar naar het respectabele Niva magazine. Hij selecteerde afbeeldingen voor Niva en schreef essays over de hedendaagse schilders. De rechtencolleges waren weinig inspirerend voor Grabar en hij bracht zijn tijd door met het volgen van lezingen over geschiedenis en lessen aan de schilderschool van Pavel Chistyakov. Niettemin kon hij zijn rechtenstudies tijdig en succesvol beëindigen in april 1893.
Eind 1894 liet hij zich inschrijven in de klas van Ilja Repin aan de Keizerlijke Academie van beeldende Kunsten die net radicaal hervormd was. Zijn klasgenoten, die hoorden bij de eerste "splendid" post-reform groep waren Alexej von Jawlensky en Marianne von Werefkin die hem lieten kennis maken met het Franse impressionisme, en daarnaast Konstantin Bogaevsky, Oleksandr Murashko, Nikolaj Rjorich en Arkadi Rylov. Ook Filipp Maljavin, Konstantin Somov en Dmitry Kardovsky studeerden samen met Grabar, maar waren eerder aan hun studies begonnen. Grabar bleef voor de rest van zijn leven een bewonderaar van Repin, maar was snel teleurgesteld over de academische studies en in juli 1895 verliet hij de academie voor een korte studiereis naar West-Europa, gefinancierd door het Niva magazine.

### München

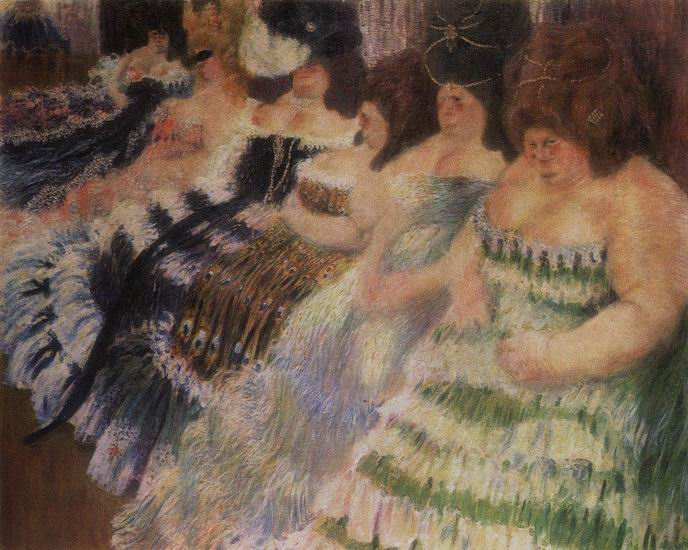
De dikke vrouwen (1904)

Na zijn terugkeer in Sint-Petersburg verliet hij de Academie definitief.  In mei 1896 ging hij met Kardovsky via Berlijn en Parijs naar München; Jawlensky en Werefkin vervoegden zich later die zomer bij hen. Zij schreven zich in aan de private schilderschool van Anton Ažbé. Grabar, die al snel assistent werd van Ažbé, beschreef hem als "een weinig begaafde schilder, maar een uitmuntend tekenaar en een uitstekende leraar". Twee jaar later, toen Grabar afgestudeerd was bij Ažbe, kreeg hij de kans om een eigen, concurrerende, school op te richten, maar Ažbé deed een tegenbod en sloot met Grabar een partnerschap. De samenwerking hield minder dan een jaar stand, van juni 1899 tot de lente van 1900, dan accepteerde Grabar een lucratieve aanbieding van Prins Shcherbatov en verliet München.
Grabar had nog steeds nauwe banden met kunstenaars en uitgevers in Sint-Petersburg. In januari–februari 1897 moest hij een artikel leveren voor Niva, en hij schreef een tekst die de avant-garde kunst verdedigde tegen Vladimir Stasov. Het artikel sloeg in als een bom en was de aanleiding van aan campagne van Stasov tegen de geschiktheid van Repin als deken van de Academie. Een ander artikel gepubliceerd in 1899 veroorzaakte een conflict tussen Ilja Repin en Mir Iskoesstva.
Door zijn verblijf in München raakte Grabar geïnteresseerd in architectuur en de geschiedenis ervan, dit werd al snel zijn tweede beroep. In 1901, voltooide Grabar een opleiding als architect aan de Technische Universiteit München evenwel zonder zijn eindexamen af te leggen.

### Mir Iskoesstva

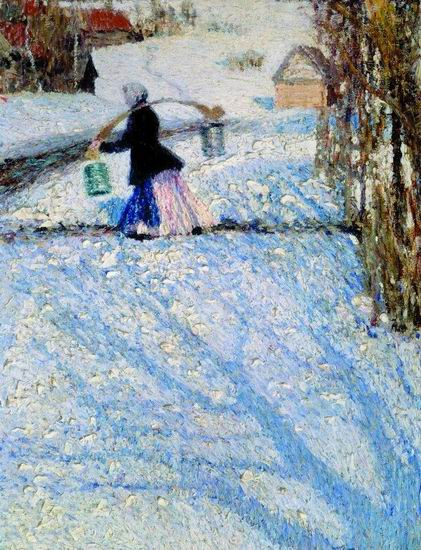
Sneeuw in maart, 1904

In 1901-1902, presenteerde Grabar twaalf van zijn schilderijen op een tentoonstelling georganiseerd door Mir Iskoesstva, het waren de eerste "echt Franse" impressionistische werken van een Russische schilder die in Rusland getoond werden. Een schilderij ging direct naar de Tretjakovgalerij, de andere werden geveild en verkocht aan privé verzamelaars.
De periode van 1903-1907 was het hoogtepunt in Grabars carrière als schilder. Grabar zelf, in zijn autobiografie, liet de top samenvallen met het begin van de Russisch-Japanse Oorlog (februari–april 1904). In dit seizoen schilderde hij in een divisionistische stijl met elementen van de pointillistische techniek. Drie schilderijen uit deze periode die Grabar beschouwde als maatgevend voor zijn latere werk (Glazuur van februari, Maartse Sneeuw en Stapels Sneeuw) kregen van de kritiek en van het publiek positieve reacties. Kazimir Malevitsj schreef dat, “indien Grabar niet het lineaire perspectief bewaard had in zijn Maartse Sneeuw, als een overblijfsel van het verhaal uit de negentiende eeuw, het schilderij een uniforme schilderkunstige textuur zou tonen, zonder duidelijk gedefinieerde voorgrond en middenvlak." In 1905 reisde Grabar opnieuw naar Parijs om de nieuwe technieken van de Franse postimpressionisten in verband met de volledige scheiding van kleurpigmenten te bestuderen. 

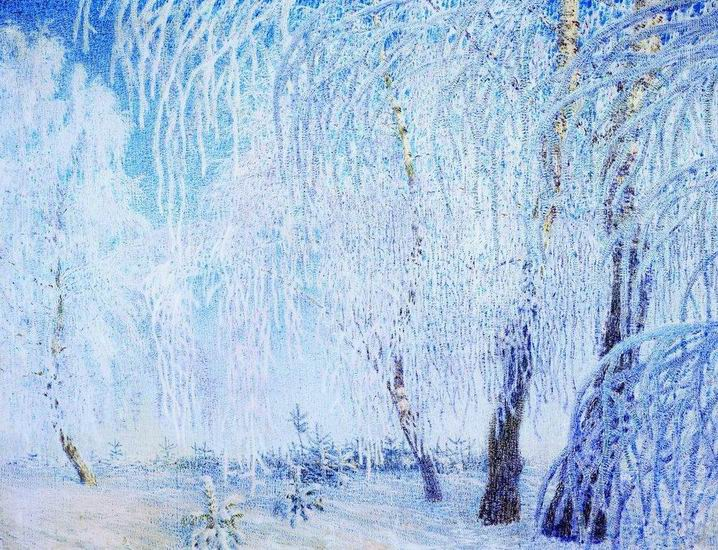
De vorst, eind 1905

Eind 1905 begin 1906, tijdens de Revolutie van 1905 toen Moskou in rep en roer stond, schilderde Grabar De vorst, een nieuw uitdagend onderwerp, en ging tegelijkertijd meer tijd investeren in het schrijven. Sneeuw en winter bleven zijn favoriete onderwerpen voor de rest van zijn leven.
De betrekkingen tussen Grabar en de oprichters van Mir Iskoesstva waren gespannen. Sergej Djagilev tolereerde Grabar voor zijn lucratieve steun maar vreesde en wantrouwde hem als een potentiële nieuwe leider van de beweging. Grabars financiële steun verstrekt door Shcherbatov leek hem erg bedreigend voor zijn positie. Djagilevs hielenlikkers Nurok en Nouvelle leidden de oppositie, en Jevgeni Lansere en Konstantin Somov volgden. Valentin Serov was waarschijnlijk het enige lid die Grabar met sympathie behandelde. Grabar gebruikte inderdaad fondsen van Shcherbatov en Nadezjda von Meck om zijn eigen kunstbeweging te starten, die echter geen lang leven beschoren was, Mir Iskoesstva hield stand  en Grabars beweging viel snel uit elkaar. Volgens memoires uit de periode, hoewel subjectief, was Grabar geen gemakkelijk man. Volgens Alexandre Benois was hij erg neerbuigend en had hij totaal geen gevoel voor humor. Niemand twijfelde aan zijn talent en aan zijn encyclopedische kennis, maar hij was niet in staat om mensen te overtuigen en kon  nauwelijks met anderen samen werken in een kleine groep zoals Mir Iskoesstva. Als reactie brak Grabar in 1908 volledig met Mir Iskoesstva en trachtte, tevergeefs trouwens, een eigen kunstmagazine te lanceren.

### De geschiedenis van de Russische kunst

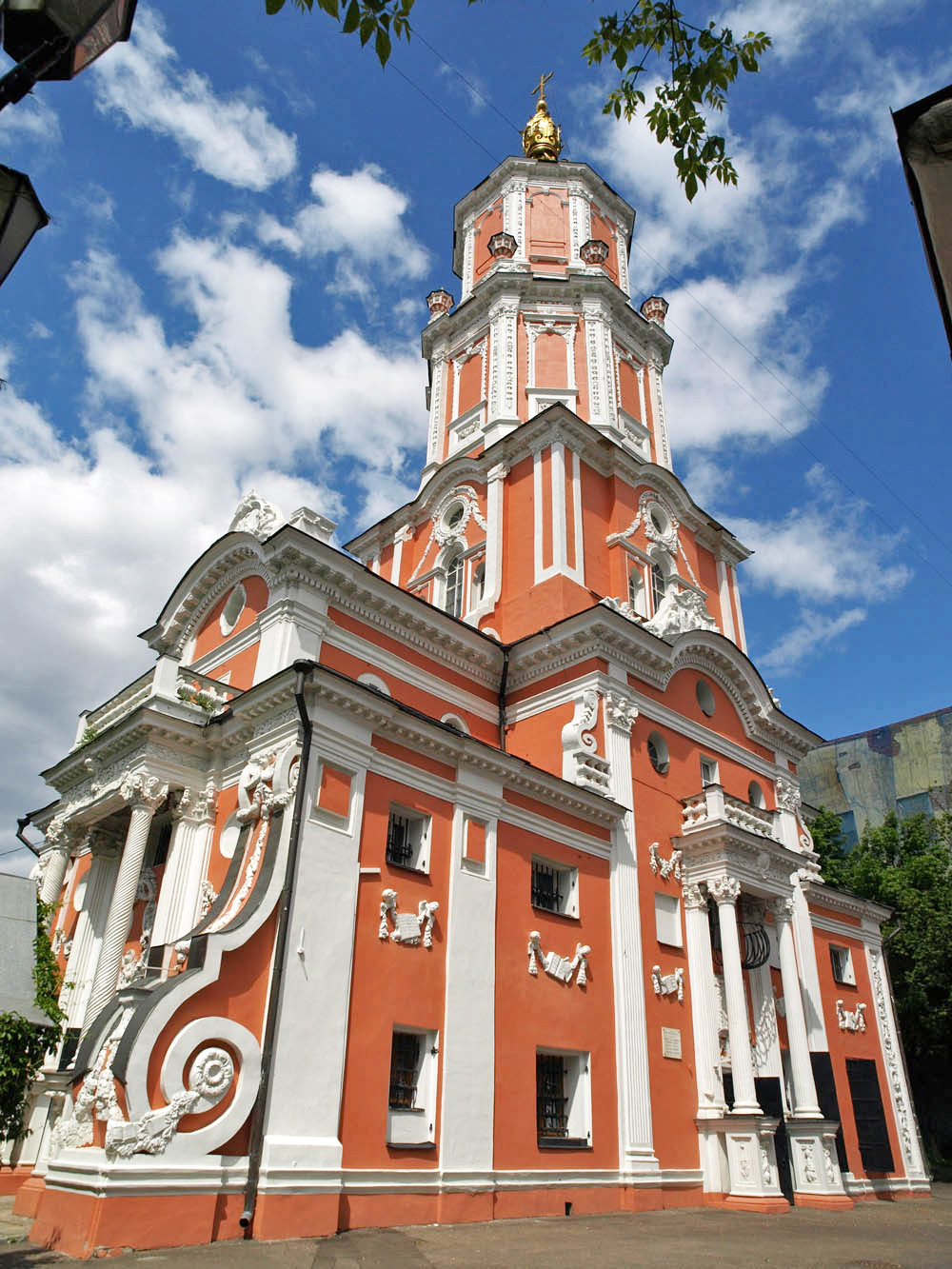
Grabars datering van de Mensjikovtoren, Moskous hoogste gebouw uit de Petrine Barok, is nu herzien

In datzelfde jaar stopte Grabar met schilderen en ging zich volledig aan het schrijven voor en editeren van De geschiedenis van de Russische kunst wijden. Hij werd hoofdredacteur en schrijver van Joseph Knebels serie boeken over de Russische kunstenaars en Russische steden. Hij verzamelde een schat aan historisch materiaal en begon met de publicatie van een uitgebreide reeks over De geschiedenis van de Russische Kunst. Grabar hield zich aanvankelijk vooral bezig met het beheer van het project en liet het schrijven aan Alexandre Benois, maar toen die in mei uit het project stapte werd Grabar gedwongen om het schrijven op zich te nemen. Hij ging zich toeleggen op de architectuur en kwam al heel snel tot de conclusie dat de Russische architectuur van de 18e eeuw en voorgaande periodes nooit goed bestudeerd was. Grabar sloot zich op in de archieven gedurende een jaar om het onderwerp te bestuderen. In juli 1909 stopte hij voor een korte tijd met schrijven om een ontwerp te maken voor het Palladiaanse Zakharyin ziekenhuis in Chimki, dat voltooid werd net voor het uitbreken van de Eerste Wereldoorlog en vandaag nog altijd operationeel is.
De eerste uitgave van de De geschiedenis van de Russische kunst werd gedrukt in 1910. De publicatie stopte na de 23e uitgave begin 1915, toen de drukkerij van Knebel en het archief van Grabar verbrand werden bij een anti-Duitse pogrom. Van de 2.630 pagina's in de De geschiedenis van de Russische kunst waren er 650 van de hand van Grabar, namelijk die over architectuur. De geschiedenis van de Russische kunst was samengesteld uit bijdragen van toonaangevende architecten, kunstenaars en kunstcritici. Ivan Bilibin, die zorgde voor de foto’s van de vernaculaire architectuur, zegde hierover "we begonnen pas de oude architectuur te waarderen na het boek van Grabar." Grabars eigen memoires, daarentegen, focusten op de mislukkingen van zijn coauteurs, van alle medewerkers vond alleen Fjodor Gornostajev genade in zijn ogen.
Grabars voorgangers bij de samenstelling van het werk hadden nooit gepoogd om de kunst en in het bijzonder de architectuur te kaderen in het algemene beeld van de geschiedenis. Zijn Geschiedenis van de Russische kunst werd het eerste omvangrijke werk dat probeerde dit wel te doen. Grabar gebruikte de standaard indeling van de Russische geschiedenis om de geschiedenis van de architectuur te kaderen en benadrukte de rol van de individuele vorsten. Zijn idee over de overgang van de Naryshkin Barok, het hoogtepunt van de Moskovitische architectuur, in de Europees getinte Petrine barok onder Peter de Grote als een organisch proces, was echter vanaf het begin omstreden. Volgens James Cracraft gaf die theorie geen verklaring voor het plotse verdwijnen van de nationale architectuur onder Peter I en zijn opvolgers. Zijn concept van "Moskouse Barok", waarschijnlijk beïnvloed door Heinrich Wölfflin, zou "niet klaar en consistent" zijn.  Niettemin behielden Sovjethistorici zijn algemene schema voor de indeling van de Russische architectuurgeschiedenis. Het concept van de “Moskoubarok” werd in vraag gesteld, zijn Oekraïense Barok werd verlaten maar zijn Witrussische Barok werd een vast begrip in de  Sovjet kunstgeschiedenis.
Grabar maakte hier en daar fouten in zijn toewijzingen van gebouwen aan een bepaalde periode, niettemin werd zijn werk hoog aangeschreven. James Cracraft noemde Grabar de voornaamste auteur op het gehele gebied van de Russische kunstgeschiedenis, Dmitry Shvidkovsky schreef dat Grabars Geschiedenis van de Russische kunst in zijn geheel "onovertroffen bleef” en William Craft Brumfield vond  zijn werk van "groot belang" voor het behoud van het middeleeuwse erfgoed.

### Tretjakovgalerij

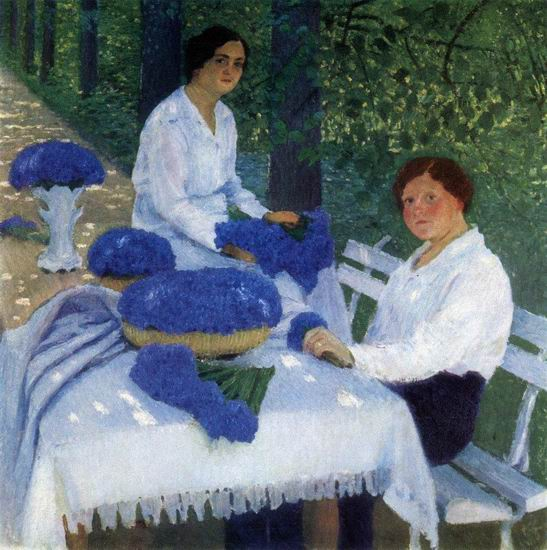
Grabars vrouw, haar zus en korenbloemen, 1914

Op 2 april 1913 werd Grabar door het bestuurscomité  van de Tretjakovgalerij gekozen als curator en directeur. Hij aanvaardde de aanstelling op voorwaarde dat hij de vrije hand kreeg in de hervorming van de galerij. Later zou hij schrijven dat hij de functie nooit zou opgenomen hebben als hij vooraf had geweten welke last hij hiermee op zijn schouders nam, maar onervaren als hij was in de openbare politiek, greep hij de gelegenheid om "er bij te horen". Grabar wou de voormalige privécollectie omvormen tot een vitrine van de nationale kunst, met inbegrip van de omstreden Russische en Franse modernistische schilders, hij maakte er uiteindelijk een Europees museum van.
Bij de heropening van de galerij in december 1913, werd de belangrijkste enfilade van de tweede verdieping prominent beëindigd met Vasili Soerikovs epische Bojarynja Morozova. Op de eerste verdieping werd volledig nieuw materiaal getoond: hedendaagse Franse schilders en jonge Russen zoals Koezma Petrov-Vodkin en Martiros Sarian. Aanvang 1915 leidde de aankooppolitiek tot een schandaal waarbij vrijwel alle bij het publiek bekende kunstenaars betrokken waren. Viktor Vasnetsov, Michail Nesterov, Vladimir Makovsky en Grabars voormalige sponsor Shcherbatov riepen op tot de onmiddellijke beëindiging van zijn mandaat. De debatten sleepten aan tot de gemeenteraad van Moskou in januari 1916 Grabars hervorming goedkeurde. Grabar vatte zijn hervormingen samen in de catalogus van de Galerie van 1917, de eerste in zijn soort.
De Russische Revolutie van 1917 had een dubbel effect op de galerij. De ineenstorting van het monetaire systeem en de teloorgang van de gemeentelijke diensten brachten de galerij in een catastrofale situatie. Die werd nauwelijks beter door de nationalisatie in juni 1918. Tegelijkertijd groeide de collectie van de galerij zeer snel aan door de nationalisatie van particuliere en kerkelijke collecties en van voordien zelfstandige musea. Een voor één werden de tentoonstellingszalen gesloten voor het publiek om gebruikt te worden als magazijn. In 1924 beschikte de galerij over vier aparte tentoonstellingsruimtes en in 1925 werden de buitenlandse meesters afgevoerd, maar door de toestroom van nieuwe werken was er een nijpend plaatsgebrek. De uitbreiding van het gebouw werd de eerste prioriteit en in 1926 werd Grabar vervangen door de architect Aleksey Shchusev.

### Onder de bolsjewieken

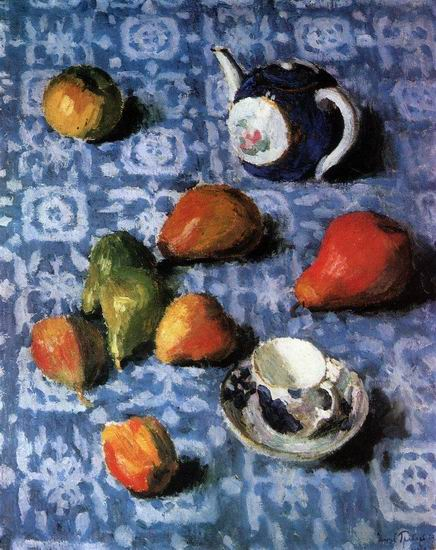
Peren op een blauwe achtergrond, 1915

In 1918 kreeg Grabar de leiding van de Musea en de diensten voor het behoud van kunstwerken van de Sovjetoverheid, over het Museumfonds en over de in Moskou gevestigde restauratieateliers van de staat. Hij werd daardoor de hoofdcurator van kunst en architectonisch erfgoed voor de ganse regio van Moskou. Zoals voorgeschreven door de bolsjewieken in december 1918, catalogiseerden Grabars instellingen alle bekend erfgoed, een actie die neerkwam op een uitgestelde confiscatie. Ondanks de aanhoudende oorlog, slaagde hij erin om veel van de genationaliseerde kunstwerken te restaureren. Grabars groep werd, zoals de toenmalige Gorkicommissie, verdeeld door een conflict tussen behoudsgezinden (Grabar, Alexandre Benois, Alexander Chayanov, Pjotr Baranovski) en "vernietigers" (David Shterenberg, Vladimir Tatlin). Hij bekloeg er zich later over dat hij moest laveren tussen twee uitersten: de vernietiging van erfgoed en de belemmering van avant-garde kunstenaars (hij was zelf de belangrijkste exponent van de behoudsgezinden). Grabar zocht, met succes, bondgenoten bij de ambivalente sovjetbureaucratie, zoals de Volkscommissaris voor Onderwijs Anatoli Loenatsjarski.
Vanaf 1919 liet Grabar zijn diensten beginnen met het documenteren en bewaren van  muurschilderingen en iconen van de Orthodoxe kerk. Met zijn eerste reis naar Jaroslavl in 1919, kon hij voorheen onbekende werken uit de 12e en 13e eeuw lokaliseren en restaureren. De restaurateurs Fjodor Modorov, Grigorij Chirikov en fotograaf A.V. Ljadov werkten verder aan de studie van de kerkelijke kunst uit het noorden in de jaren 1920 tot 1926 en publiceerden de eerste uitgebreide studie van iconen en een beschrijving van de houten kerken waarin ze bewaard waren. Grabars atelier voor de restauratie van iconen werd internationaal bekend. Alfred H. Barr, Jr., die een bezoek bracht aan Moskou in 1927-1928, schreef hierover dat Rusland de herontdekking van zijn iconen vooral aan Grabar te danken had.
Zijn functies in de sovjetadministratie plaatsten Grabar dicht bij de top van de Sovjetmachine voor het in beslag nemen van kerkelijke en, in mindere mate, van particuliere kunstschatten. Benois, die het land moest verlaten, verachtte Grabar voor het “stelen” van de Botticelli van prinses Mescherskaja. Grabar was akkoord met de bolsjewistische onteigeningen en concentreerde zich op het behoud van de kunstschatten en het opzetten van lokale musea om ze aan het publiek te kunnen tonen. Het voorstel van hem en Roman Klein om van het Kremlin van Moskou een openbaar museum te maken werd afgewezen, het Kremlin werd de zetel van de communistische regering. Tot de meesterwerken die tijdens deze campagnes in beslag werden genomen, behoorde onder meer De Madonna van Nizjni Tagil (Madonna del Popolo) geconfisqueerd bij de familie Demidov en door Grabar toegeschreven aan Rafaël. Veel van de in beslag genomen werken belandden op buitenlandse veilingen.

### De jaren 1930
In 1930 nam Grabar ontslag uit al zijn administratieve, wetenschappelijke en redactionele taken, ook die van redacteur van de Grote Sovjet-Russische Encyclopedie, om zich uitsluitend op het schilderen toe te leggen. Hij zegde hierover "dat hij moest kiezen tussen de dagelijkse, steeds toenemende, administratieve rompslomp en het creëren  ... ik had geen keuze." Een pensioen, toegekend door Sovnarkom hielp hem om zijn beslissing te kunnen waarmaken. Volgens Baranovski en Khlebnikova, werd zijn keuze ook beïnvloed door de dood van zijn moeder, Grabar de kunstenaar ging zich bezighouden met de problemen van leeftijd, ouder worden en sterven. Volgens Colton was Grabars beslissing ook een gevolg van de sloop van het Tsjoedovklooster in het Kremlin en de vernieling van andere oude gebouwen in Moskou. De behoudsgezinde Oud Moskou Maatschappij kreeg geen gehoor meer bij de autoriteiten en ontbond zichzelf en de erfgoed commissie van Grabar werd enkele maanden later opgeheven. Grabars enige mogelijkheid om dreigende slopingen te voorkomen was het schrijven van smeekbeden aan Stalin, zoals in het geval van de Sukharevtoren in 1933-1934.
Grabar werd in 1931 belast met de organisatie van een tentoonstelling in New York over iconen. Hij schilderde een reeks van officiële socialistisch realistische heldenverhalen, maar hij werd beroemd met zijn Portret van Svetlana geschilderd in 1933. Zelf vond hij dit ook zijn beste werk. Het publiek zag in dit werk een portret van Svetlana Alliloejeva, de dochter van Stalin, maar die werd pas geboren in 1926 en kon dus onmogelijk de geportretteerde zijn, maar die mythe bleef in zwang tot in de jaren 1960. Grabar was toen niet gesteld op al die publiciteit want omwille van zijn vroegere contacten met Natalia Sedova en andere trotskisten bleef hij beter uit de belangstelling. Hij bleef schilderen en schreef zijn autobiografie die klaar was in 1935 maar niet mocht uitgegeven worden tot in 1937. In dit werk ging hij in tegen de officiële communistische lijn door de zogenoemde “formalistische” kunst van Mir Iskoesstva te verdedigen en een aantal critici met hun toepassing van de "marxistische analyse" als volkomen incompetent opzij te zetten. In datzelfde 1937 publiceerde hij zijn werk over Ilja Repin waarvoor hij vier jaar later de staatsprijs kreeg en begon hij aan zijn werk over Serov. In 1940 stond hij terug in de gratie van de sovjets en was hij te zien in nieuwsberichten met propaganda voor distributie in Nazi-Duitsland.

### Tweede Wereldoorlog en daarna

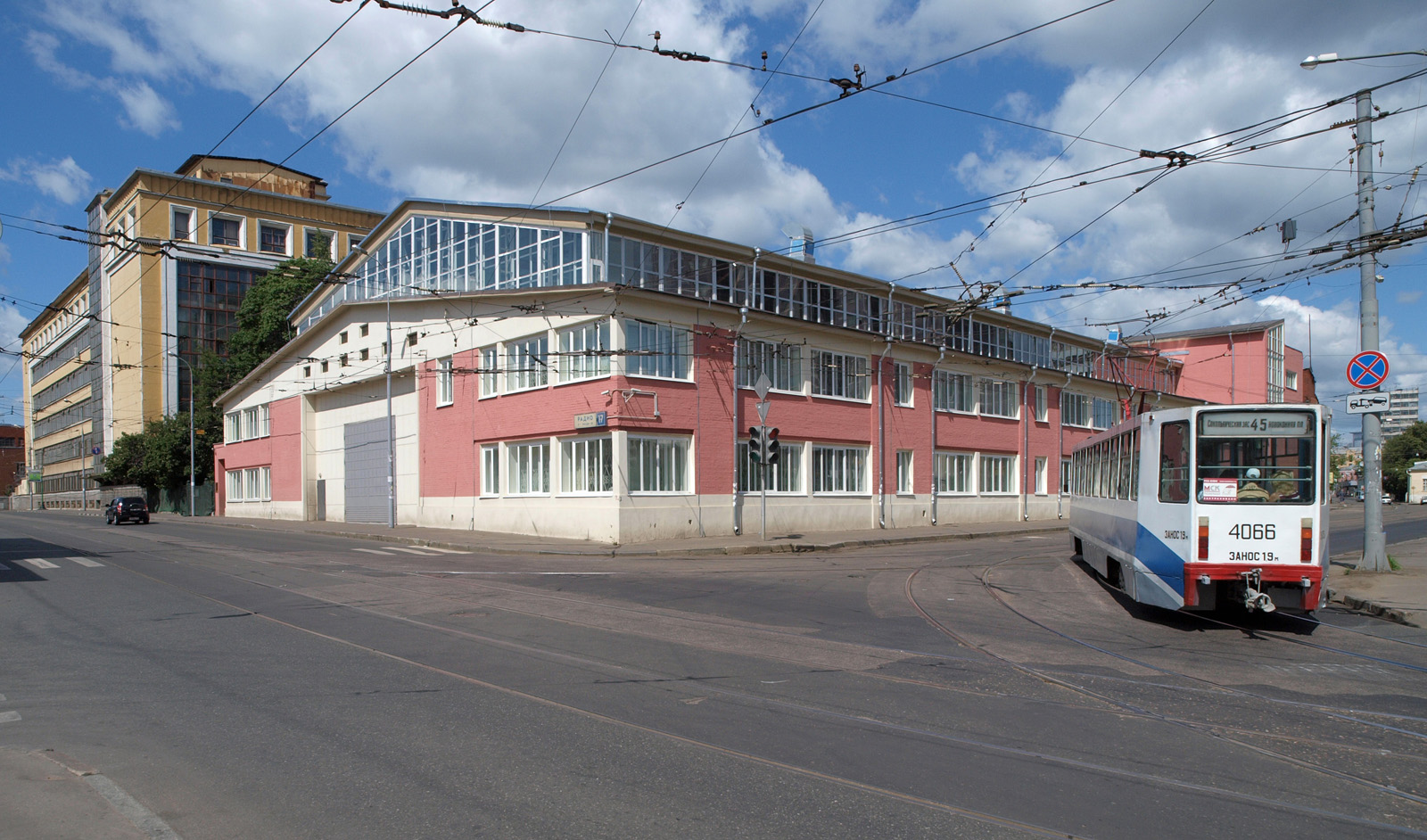
Huidige Grabar Instituut in Moskou

In juni 1943 lanceerde Grabar een voorstel om de in Rusland vernielde kunstschatten via een “oog-om-oog, tand-om-tand” operatie te compenseren door kunstschatten die geroofd moesten worden in Duitsland. Het was niet moeilijk om een lijst op te stellen van wat uit Duitsland moet weggehaald worden, maar een lijst van de eigen verliezen opstellen bleek een ander paar mouwen. In 1946 konden slechts negen van de veertig belangrijke musea een inventaris van hun verliezen presenteren. De regering gebruikte Grabars voorstel als een rookgordijn, terwijl Victor Lazarev, de adjunct van Grabar de rechtmatigheid van de billijke schadevergoeding met de Geallieerden besprak waren de “trofeebrigades” al volop aan de gang met de georganiseerde plundering.
In 1947 fungeerde hij als raadsman voor Jozef Stalin in verband met de viering van het 800-jarig bestaan van Moskou. Hij kon Stalin erven overtuigen om het voormalige Andronikovklooster dat als gevangenis had dienst gedaan onder de sovjets, terug te geven aan de kunstgemeenschap.  De overblijfselen van het klooster, werden gerenoveerd door Pjotr Baranovski en het werd in gebruik genomen als het Andrej Roebljov Museum voor Oudrussische Kunst. Als de senior van de artistieke gemeenschap, behield Grabar een zekere onafhankelijkheid van de ideologische druk die op de kunstenaars werd uitgeoefend. Getuige hiervan is zijn “in memoriam” voor Leonid Pasternak gedrukt in de Sovjet-Kunst in 1945. Niettemin was het voor hem ook soms moeilijk, in 1945 was hij het slachtoffer van een campagne tegen vrij willekeurig uitgekozen doelen uit de kunst- en wetenschapswereld, maar hij kon zijn taken aan de universiteit en in de administratie verder blijven waarnemen. In 1954 was hij coauteur van  de Russische architectuur van de eerste helft van de 18e eeuw, een revisionistisch werk over die periode dat het werk van historici van vóór 1917 volledig verwierp. Grabar maakte wel een uitzondering voor zijn eigen werken, die volgens hem het onderwerp wel correct hadden behandeld.
In tegenstelling tot wat hij vroeger over de culturele relatie tussen oost en west had geschreven in zijn Geschiedenis van de Russische kunst volgde hij in dit nieuwe werk de regels van de Sovjetgeschiedschrijving. In het nieuwe boek werd gesteld dat de Russen van de 18e eeuw in niets schatplichtig waren aan het buitenland en werd de invloed van de volkscultuur op de architectuur sterk overdreven. Deze vervalste theorieën bepaalden mee de reputatie van "provincialisme", die de naoorlogse generatie van Sovjetkunsthistorici meekreeg.
Na de dood van Stalin was Grabar de eerste om in het openbaar het socialistisch realisme aan de kaak te stellen en de vroeger verketterde Aristarch Lentoelov en Pjotr Kontsjalovski in eer te herstellen. De "onzinkbare" Grabar kreeg een aantal denigrerende bijnamen zoals Ugor Obmanuilovich (valse aal) en Irod Graber (Herodes de rover"). Baranovski en Khlebnikova merkten op dat de reactie tegen Grabar vaak werd uitgelokt door zijn werk aan het roer van aankoopcommissies: middelmatige kunstenaars hadden onvermijdelijk rancunes over zijn aankoopbeslissingen.

## Weblinks
- Prominent Soviet artist Igor Grabar op Soviet Art, USSR Culrure